# Pepino-do-mato
O pepino-do-mato (Ambelania acida) é uma árvore da família das apocináceas que é nativa das Guianas e dos estados do Brasil próximos às Guianas. Tais árvores possuem folhas opostas e flores em corimbos axilares; seus frutos podem ser comestíveis, desde que retirado o epicarpo lactescente. Contudo, podem ter efeito laxativo quando ingeridos em grande quantidade.